# Mont Tiantai (Zhejiang)
Pour l’article homonyme, voir Mont Tiantai (Sichuan).
Le mont Tiantai (caractères chinois : 天台山 ; pinyin : tiān tái shān ; littéralement : « montagne de la terrasse céleste ») est situé dans la province chinoise du Zhejiang. Il est connu pour ses nombreux monastères bouddhiques, dont le temple Guoqing, principal site du courant Tiantai du bouddhiste mahāyāna.

## Parc national du mont Tiantai
Le 1er août 1988 a été inauguré le parc national du mont Tiantai.